# Fiebrigella oophaga
Fiebrigella oophaga är en tvåvingeart som först beskrevs av Curtis W. Sabrosky 1967.  Fiebrigella oophaga ingår i släktet Fiebrigella och familjen fritflugor.
Artens utbredningsområde är British Columbia. Inga underarter finns listade i Catalogue of Life.